# Rufio Petronio Nicomaco Cetego
Flavio Rufio Petronio Nicomaco Cetego (latino: Flavius Rufius Petronius Nicomachus Cethegus; fl. 504-558) è stato un politico romano sotto gli Ostrogoti e l'Impero Romano d'Oriente.

## Biografia
Cetego era figlio di Petronio Probino, console nel 489 e patricius dal 511 al 512. Divenne console senza collega nel 504. Nel 512 ottenne il patriziato, che tenne fino al 558 circa; in seguito divenne magister officiorum e fu portavoce del senato (caput senatus).
Durante l'assedio di Roma da parte di Totila, nel 545, venne accusato di tradimento: decise allora di ritirarsi a Costantinopoli. Nel 552/553 venne inviato come ambasciatore da Giustiniano I presso papa Vigilio. Durante il papato di Pelagio I (556-561), Cetego tornò in Italia, andando a vivere in Sicilia.